# Quartier de la Salpêtrière
Le quartier de la Salpêtrière est le 49e quartier administratif de Paris situé dans le 13e arrondissement.

## Situation
Il est limité au nord par les boulevards Saint-Marcel et de l'Hôpital, à l'est par la Seine, au sud par le boulevard Vincent-Auriol et à l'ouest par l'avenue des Gobelins. Dans ce quartier, on trouve en particulier l'hôpital de la Pitié-Salpêtrière, la gare de Paris-Austerlitz et la partie nord de Paris Rive Gauche.